# Phalangium tricuspidatum
Phalangium tricuspidatum is een hooiwagen uit de familie echte hooiwagens (Phalangiidae).